# Мишун, Милан
Ми́лан Ми́шун (чеш. Milan Mišůn; 21 февраля 1990, Пршибрам, Чехословакия) — чешский футболист, защитник клуба «Баник Соколов».

## Клубная карьера
Профессиональную карьеру футболиста Мишун начал в 2006 году в чешском клубе «Марила». В основном составе клуба начал появляться в сезоне 2008/09. В том футбольном году молодой защитник провёл 24 матча, забив 2 мяча. 15 декабря этого же года агент Милана, Ондржей Хованец заявил в прессе о серьёзном интересе к молодому игроку со стороны шотландского «Селтика», итальянского «Милана» и датского «Копенгагена». Через неделю было объявлено, что борьбу за чеха выиграл британский клуб, 23 декабря 2008 года Милан подписал с «кельтами» контракт сроком на четыре года, а уже 18 января попал в заявку на матч шотландского чемпионата между «Селтиком» и «Абердином». Бывший в то время главным тренером «бело-зелёных», Тони Моубрей, в одном из интервью перед сезоном 2009/10 сказал, что в следующем году он рассматривает чеха, как одного из основных защитников в команде, однако Мишун в июле 2009 года на тренировке получил серьёзную травму и выбыл на полгода.
17 сентября 2010 года Милан был отдан в месячную аренду в клуб «Данди». Через восемь дней молодой защитник дебютировал в составе «тёмно-синих» в поединке против «Рэйт Роверс». Сыграв за дандийский клуб всего две игры Мишун вернулся в «Селтик» раньше положенного срока, после того, как у его временного работодателя обнаружились серьёзные финансовые проблемы.
28 января 2011 года, так и не сыграв за первый состав «Селтика» ни одного матча, Милан перебрался в английский «Суиндон Таун», подписав контракт сроком на два с половиной года. Сумма трансфера между клубами не разглашалась. Позднее исполняющий обязанности президента «робинс» Джереми Урей утверждал, что чех не подписывал с «Таун» контракт, находясь на просмотре. 11 марта Мишун получил травму колена, которая выбила его из строя до конца сезона 2010/11. По окончании футбольного года «Суиндон» и Милан по обоюдному соглашению расстались без заключения соглашения о сотрудничестве.
6 февраля 2012 года на правах свободного агента Мишун присоединился к чешской «Виктории». В тот же день пльзеньский клуб отдал Милана в аренду сроком до конца сезона в его первую команду — «Пршибрам». 24 марта защитник провёл свой первый матч за «зелёно-черных», отыграв 90 минут поединка против пражской «Дуклы».
Летом 2014 года перешёл в «Баумит Яблонец», за который сыграл всего шесть матчей.
Следующим летом Милан перешёл в «Высочину».

## Международная карьера
В период с 2008 по 2009 годы Милан являлся игроком сборной Чехии (до 19 лет), в составе которой он провёл восемь игр и забил два мяча.